# 금강반야바라밀경 (보물 제696호)
금강반야바라밀경(金剛般若波羅蜜經)은 서울특별시 중구에 있는 목판본 불경이다. 1981년 3월 18일 대한민국의 보물 제696호로 지정되었다.

## 개요
금강반야바라밀경(金剛般若波羅密經)은 줄여서 ‘금강경’이라고 부르기도 하는데, 우리나라에서는 조계종의 근본경전으로 반야심경 다음으로 널리 읽히고 있는 경전이다.
공민왕 12년(1363)에 남원부사 설사덕과 판관 김영기의 주관아래, 신지가 글씨를 쓰고 법계가 그림을 그렸으며, 신명과 법공이 목판에 새기는 작업을 하였다. 병풍처럼 펼쳐서 볼 수 있는 형태로 되어 있으며, 접었을 때의 크기는 세로 27.2cm, 가로 10.8cm이다.
금강경의 내용을 완전하게 수록하고 있으며, 불경의 내용을 요약하여 묘사한 변상도(變相圖)가 본문의 내용과 함께 그려져 있다. 책 끝에는 간행에 관계된 사람을 적은 글과 불법을 수호하는 신(神)의 모습이 그려져 있다.
지방에서 만들어졌기 때문에 새김이 정교하지 못하고 인쇄상태도 좋지 못한 편이지만, 각 장마다 글과 그림을 함께 넣어 주제를 한눈에 파악할 수 있도록 한 보기 드문 작품이다.

## 같이 보기
- 금강반야바라밀경

## 참고 자료
- 금강반야바라밀경 - 국가유산청 국가유산포털